# A la Nobleza Cristiana de la Nación Alemana
A la Nobleza Cristiana de la Nación Alemana (en Alemán: An den christlichen Adel deutscher Nation) es un texto publicado por el fraile Martín Lutero en 1520 en el cual ataca los "tres muros de los romanistas" y condena los abusos de la Iglesia católica.

## Historia
La controversia en Leipzig (1519) hizo que Lutero tomara contacto con los humanistas, particularmente Melanchthon, Reuchlin y Erasmo de Róterdam, y que mantuviera relaciones con el caballero Ulrich von Hutten, quien a su vez influyó al caballero Franz von Sickingen. Von Sickingen y Silvestre de Schauenburg querían mantener a Lutero bajo su protección, invitándolo a su fortaleza en el caso de que no se sintiera seguro en Sajonia a causa de la proscripción papal.
Bajo estas circunstancias de crisis y confrontando a los nobles alemanes, Lutero redactó A la Nobleza Cristiana de la Nación Alemana (agosto de 1520), donde encomendaba al laicado, como un sacerdote espiritual, la reforma requerida por Dios pero abandonada por el Papa y el clero. Por primera vez, Lutero se refirió públicamente al Papa como el Anticristo. Las reformas que Lutero proponía no solo se referían a cuestiones doctrinales, sino también a abusos eclesiásticos: la disminución del número de cardenales y demandas de la corte papal; la abolición de los ingresos del Papa; el reconocimiento del gobierno secular; la renuncia del papado al poder temporal; la abolición de los interdictos y abusos relacionados con la excomunión; la abolición del peregrinaje dañino; la eliminación del excesivo número de días santos; la supresión de los conventos de monjas, de la mendicidad y de la suntuosidad; la reforma de las universidades; la abrogación del celibato del clero; la reunificación con los bohemios y una reforma general de la moral pública.